# Le May-sur-Èvre
 Le May-sur-Èvre  es una población y comuna francesa, en la región de Países del Loira, departamento de Maine y Loira, en el distrito de Cholet y cantón de Beaupréau.

## Demografía
| 3091 | 3383 | 3551 | 3806 | 3914 | 3891 |
| Para los censos de 1962 a 1999 la población legal corresponde a la población sin duplicidades (Fuente: INSEE [Consultar]) |      |      |      |      |      |